# 尤利乌斯·云蒂拉
尤利乌斯·云蒂拉（芬蘭語：Julius Junttila，1991年8月15日—），芬兰男子冰球运动员，场上位置是前锋。他曾代表芬兰国家队参加2018年冬季奥林匹克运动会冰球比赛，获得第六名。